# Philasteridae
Die Philasteridae sind eine Familie von Wimpertierchen (Ciliophora) aus der Ordnung Philasterida.

## Beschreibung
Die Wimpertierchen der Familie Philasteridae sind klein (< 80 µm) bis groß (> 200 µm).
Sie sind länglich bis fingerförmig, bei kleineren Gattungen oder Arten allerdings eiförmig, und haben ein regelrecht spitz zulaufenden Vorderende.
Sie leben freischwimmend.
Ihre „Behaarung“ (die namensgebenden Wimpern oder Cilien) des Zellkörpers ist gleichmäßig (holotrich) und dicht; sie besitzen zudem ein einziges, manchmal sehr unauffälliges Cilium am Ende (caudal).
Ihre Mundregion ist eine Höhle oder Vertiefung im vorderen Teil, die meist flach ist und sich selten bis zum Äquatorialbereich des Körpers erstreckt.
Ihr orales „Polykinetikum 1“ ist dreieckig; es ist dabei gleich groß wie oder kleiner als das orale „Polykinetikum 2“.
Die für Mitglieder der Scuticociliatia charakteristische Scutica ist langgestreckt und bildet wie bei den Philasterida typisch quasi eine hintere Verlängerung der Paroralmembran.
Ihr Makronukleus ist kugelförmig bis ellipsoid.
Weiter sind ein Mikronukleus, eine kontraktile Vakuole und eine Cytopyge (Zellafter) vorhanden.
Die Vertreter sind bakterienfressend, manchmal aber auch histophag (d. h. sie ernähren sich parasitisch vom Gewebe ihres Wirts).

## Habitat
Die Philasteridae leben marin (im Meerwasser), hauptsächlich in freier Form. Allerdings sind mehrere Arten fakultative Parasiten und sich histophag (gewebeverzehrend) auf oder in Wirbellosen oder Wirbeltieren auf.

## Parasitismus
Erkrankungen von Wirbeltieren und Wirbellosen durch Infektion mit parasitischen Wimpertierchen der Scuticociliatia (und insbesondere der Philasterida) werden allgemein als Scuticociliose (englisch scuticociliatosis) bezeichnet.
Einige der von parasitischen Philasterida hervorgerufenen Scuticociliosen sind:
- die Korallen-RTN (englisch Coral Rapid Tissue Necrosis), hervorgerufen durch Philaster lucinda und Philaster guamense (auch Philaster guamensis geschrieben). Möglicherweise „stehlen“ die Wimpertierchen den Korallen auch ihre Zooxanthellen.
- Scuticociliose von Fischen, dokumentiert bei Kugelfischen der Spezies Takifugu rubripes, hervorgerufen durch Philaster apodigitiformis.
- Diademseeigel-Scuticociliose (DSc) mit Massensterben der Spezies Diadema setosum (Gewöhnlicher Diademseeigel), Diadema antillarum (Atlantischer Diademseeigel) und Echinothrix calamaris (Kalmar-Diademseeigel). Im Fall von D. antillarum wird die Krankheit auch als D.-antillarum-Scuticociliose (DaSc) bezeichnet.
- Fisch-Scuticociliose beim Steinbutt (Scophthalmus maximus, englisch turbot), der Japanischen Flunder (Paralichthys olivaceus, engl. olive flounder), der Feinflunder (Paralichthys adspersus, engl. fine flounder), dem Großen und Kleinen Fetzenfisch (Phycodurus eques bzw. Phyllopteryx taeniolatus) und verschiedenen Seepferdchenarten (Knochenfische vorwiegend aus Aquakultur oder Aquarien), aber auch Haien; Erreger: Philasterides dicentrarchi.

## Systematik
Der derzeit gültige Name der Familie ist gemäß World Register of Marine Species (WoRMS) Philasteridae Kahl, 1931
Dies stimmt überein mit der Taxonomie des National Center for Biotechnology Information (NCBI).
Das NCBI und die Encyclopedia of Life (eoL) fassen die Familie aber sehr viel weiter auf, etliche der dort als zugehörig gelisteten Gattungen gehören lt. WoRMS sowie dem Ocean Biogeographic Information System (OBIS) anderen/eigenen Familien an.
Nach Lynn (2010) ist Helicostoma ein Synonym von Porpostoma, was aber von den gängigen Taxonomie-Datenbanken nicht übernommen wurde.
Liste der Mitglieder (Stand 22. Oktober 2024):
Familie Philasteridae Kahl, 1931(N,W)
Synonym: Porpostomatidae
- Gattung Dexiotrichides Kahl, 1931(N) [Dexitrichides(e,N) (Schreibfehler)] (zur Fam. Loxocephalidae(W))
  - Spezies Dexiotrichides pangi Song, Ma & Al-Rasheid, 2003(N) [Dexitrichides pangi(e) (Schreibfehler)]
- Gattung Entodiscus Madsen, 1931(e,N) (zur Fam. Entodiscidae(O,W))
- Gattung Entorhipidium Lynch, 1929(e,N) (zur Fam. Entorhipidiidae(W))
- Gattung Helicostoma Cohn, 1866(e,G,L,O,T,W)
- Gattung Kahlilembus Grolière & Couteaux, 1984(L)
- Gattung Madsenia Kahl, 1934(e,G,L,N,T,W)
- Gattung Paralembus Kahl, 1933(W) (zur Fam. Paralembidae(O,W))
- Gattung Paraphilaster Grolière, de Puytorac, & Gran, 1980(e,G,L,O,T,W?)
- Gattung Parauronema Thompson, 1967(W) (zur Fam. Parauronematidae(O,W))
- Gattung Philaster Fabre-Domergue, 1885(e,G,L,N,O,T,W) – Typusgattung(T)
- Gattung Philasterides Kahl, 1931(e,G,L,N,O,W)
- Gattung Plagiopyliella Lynn & Strueder-Kypke 2005(e,N)[4]
- Gattung Porpostoma Moebius, 1888(e,G,L,O,W) (zur Fam. Cohnilembidae(N,T))
- Gattung Thyrophylax Lynn & Strueder-Kypke 2005(e,N)[4]

Anmerkungen:
(G)G– Global Biodiversity Information Facility (GBIF)
(e)G– Encyclopedia of Life (eoL)
(N)G– National Center for Biotechnology Information (NCBI) Taxonomy Browser
(O)G– Ocean Biogeographic Information System (OBIS)
(T)G– The Taxonomicon (taxonomy.nl)
(W)L– World Register of Marine Species (WoRMS)
(L)W– Lynn (2010)

## Etymologie
Der Name der Familie stammt von der Typusgattung, deren Name sich aus dem Präfix ‚phil-‘ (von altgriechisch φίλος filos, deutsch ‚geliebt‘) und einem von altgriechisch αστέρ astér, deutsch ‚Stern‘ abgeleiteten Suffix zusammensetzt, vermutlich in Anlehnung an Seesterne; er bedeutet also wörtlich „Freund der Seesterne“, was vielleicht auf den (fakultativen) Parasitismus dieser Wimpertierchen an Stachelhäutern hinweist, zu denen u. a. Seeigel und Seesterne gehören.